# Lenore Aubert
Lenore Aubert (nacida Eleonore Maria Leisner, 18 de abril de 1913 – 31 de julio de 1993) fue una modelo y actriz de Hollywood más conocida por sus papeles en el cine como mujeres exóticas y misteriosas.

## Primeros años
Aubert nació en lo que hoy es Celje, Eslovenia (lo que entonces era el Imperio austrohúngaro). Fue criada en Viena.[cita requerida]

## Carrera
En Nueva York, encontró trabajo como modelo y finalmente le ofrecieron un papel en el teatro como Lorraine Sheldon en The Man Who Came to Dinner en La Jolla Playhouse de San Diego. Comenzó su carrera cinematográfica en Estados Unidos a principios de la década de 1940, con el nombre de Lenore Aubert, que sonaba francés.
Su acento europeo limitó su elección de papeles, e interpretó papeles como los de una espía nazi y una novia de guerra francesa. Lo que más le gustaba era su papel en la película de 1947 I Wonder Who's Kissing Her Now, interpretando a la glamurosa animadora Fritzi Barrington. Su papel más conocido fue el de la Dr. Sandra Mornay, una bella pero siniestra científica, en la comedia de terror de 1948 Abbott and Costello Meet Frankenstein.
El 4 de junio de 1950, Aubert coprotagonizó "People vs. William Tait", un episodio del programa televisivo Famous Jury Trials.

## Últimos años
La carrera cinematográfica de Aubert había terminado a finales de los años cuarenta. Ella y su marido volvieron a Nueva York y abrieron un negocio de confección. Unos años más tarde, la pareja se divorció. Volvió a Europa y regresó a Estados Unidos en 1959.[cita requerida]
Trabajó como voluntaria en la sección de actividades y vivienda de las Naciones Unidas y en el Museo de Historia Natural. En 1983, sufrió un derrame cerebral que acabó afectando a su memoria.[cita requerida]
Gran parte de la vida de Aubert después de su carrera cinematográfica se conoce gracias a una entrevista personal realizada en agosto de 1987 por Jim McPherson (1938-2002), del Toronto Sun. Fue editor de la revista de listados de televisión del Sun desde su lanzamiento en 1973 hasta su retiro en 1994.

## Vida personal
Aubert estaba casada con Julius Altman, que era judío, y la pareja huyó de Austria tras el Anschluss para escapar de la persecución nazi. Tras pasar una temporada en París, se trasladaron a Estados Unidos.
Regresó a Estados Unidos como esposa del millonario Milton Greene. Se divorciaron en 1974.[cita requerida]

## Filmografía
| Año  | Título                                             | Papel                          | Notas                                   |
| ---- | -------------------------------------------------- | ------------------------------ | --------------------------------------- |
| 1938 | Bluebeard's Eighth Wife                            | Invitada de la fiesta          | sin acreditar                           |
| 1943 | They Got Me Covered                                | Mrs. Vanescu                   |                                         |
| 1944 | Passport to Destiny                                | Grete Neumann                  |                                         |
| 1944 | Action in Arabia                                   | Mounirah al-Rashid             |                                         |
| 1945 | Having Wonderful Crime                             | Gilda Mayfair                  |                                         |
| 1946 | The Catman of Paris                                | Marie Audet                    |                                         |
| 1946 | The Wife of Monte Cristo                           | condesa de Monte Cristo Haydée |                                         |
| 1947 | The Other Love                                     | Yvonne Dupré                   |                                         |
| 1947 | I Wonder Who's Kissing Her Now                     | Fritzi Barrington              |                                         |
| 1947 | The Prairie                                        | Ellen Wade                     |                                         |
| 1948 | The Return of the Whistler                         | Alice Dupres Barkley           |                                         |
| 1948 | Abbott and Costello Meet Frankenstein              | Sandra Mornay                  |                                         |
| 1949 | Barbary Pirate                                     | Zoltah                         |                                         |
| 1949 | Abbott and Costello Meet the Killer, Boris Karloff | Angela Gordon                  |                                         |
| 1949 | The Silver Theatre                                 |                                | Episodio: "The Farewell Supper"         |
| 1949 | Suspense                                           |                                | Episodio: "The Thin Edge of Violence"   |
| 1950 | Actors Studio                                      |                                | 2 episodios                             |
| 1950 | Famous Jury Trials                                 |                                | Episodio: "The People vs. William Tait" |
| 1951 | Falschmunzer am Werk                               | Madame Winter                  |                                         |
| 1952 | A Girl on the Road                                 | Princesse Véra                 | (último papel cinematográfico)          |